# Episodi di McMillan e signora (sesta stagione)
Questa voce contiene trame, dettagli e crediti dei registi e degli sceneggiatori della sesta e ultima stagione della serie televisiva McMillan e signora.
Negli Stati Uniti, la serie andò in onda sulla NBC dal 5 dicembre 1976 al 24 aprile 1977.
| n° | Titolo originale              | Titolo italiano | Prima TV USA    | Prima TV Italia |
| -- | ----------------------------- | --------------- | --------------- | --------------- |
| 1  | All Bets Off                  |                 | 5 dicembre 1976 |                 |
| 2  | Dark Sunrise                  |                 | 2 gennaio 1977  |                 |
| 3  | Philip's Game                 |                 | 23 gennaio 1977 |                 |
| 4  | Coffee, Tea, or Cyanide?      |                 | 30 gennaio 1977 |                 |
| 5  | Affair of the Heart           |                 | 20 marzo 1977   |                 |
| 6  | Have You Heard About Vanessa? |                 | 24 aprile 1977  |                 |